# Vlaicu I
Vlaicu I a fost primul avion motorizat construit de Aurel Vlaicu.

## Design și dezvoltare
După ce a zburat cu planorul la Binținți, Aurel Vlaicu s-a mutat în Regatul României.
La 1 noiembrie 1909 a început construcția primului său avion motorizat, Vlaicu I, la Arsenalul Armatei din București. Ministerul de Război din România i-a oferit o subvenție inițială de 2000 de lei, iar ministrul educației publice îi plătea lui Vlaicu o bursă lunară de 300 de lei.
Vlaicu I a zburat pentru prima dată pe 17 iunie 1910, deasupra aerodromului Cotroceni.

## Raportul Comisiei Militare
Mai jos sunt transcrise dările de seamă (procesele verbale) de după demonstrațiile aeriene susținute de Aurel Vlaicu în august 1910 în fața unei comisii militare:
Subsemnații asistând în ziua de 13 august 1910 la sborurile executate de către inginerul Vlaicu cu aeroplanul său am făcut de comun acord următoarele încheeri spre a putea fi aduse la cunoștința Ministerului de răsboiu, care subvenționează pe acest inginer.
1. Sborurile executate au fost în număr de 2, de acelaș gen și parcurs, cel d’întâi fiind mai încet ca cel de al doilea; ambele s’au executat la Cotroceni la ora 6 p.m. și 6 ¼, pe timp calm.

Pornirea întâia s’a făcut parcurgând pe roate o distanță de circa 40. după care aparatul s-a ridicat cu toate roatele deodată, luând direcțiunea oblică în sus de la hangar peste colțul N al poligonului infanteriei, până ce a atins înălțimea de 40 m, când aviatorul a salutat lung cu capela în mâna dreaptă și a mers pe această înălțime până la linia forturilor, pe care a urmărit-o; ocolind apoi spre N, de unde a ocolit spre E, a urmat drept spre hangar unde a aterisat parcurgând printre public vreo 20 m; în tot timpul acesta de circa 10 minute, s’a parcurs deci cam 14 kilometri, aparatul mergând cu 27 cai putere și așa că elicele se învârteau încet, căci li se puteau vedea aripele; nu s’a observat nici cea mai mică esitare, tangaj sau balansare.
Fragment dintr-un model de avioane de cauciuc al lui Vlaicu aflat in custodia Muzeului Militar Național.
Avionul Vlaicu I la exercițiile militare din octombrie 1910
La scoborâre, aviatorul a fost viu aplaudat și îmbrățișați de cunoscuți prieteni și protectori; dânsul a declarat că e foarte mulțumit de aparat, dar că motorul proectează grăsime în lături și-i murdărește hainele, lucru ce va remedia prin adoptarea unei perdele.

Al 2-lea parcurs s’a executat pe acelaș drum, însă ridicându-se după 14 la 15m de parcurs pe pământ și urcându-se la circa 60m. Aterisajul s’a făcut mai calm și mai sigur, tot în mijlocul asistenței; aviatorul salută mereu pe trecători pentru a arăta că-și poate conduce aparatul cu o mână; parcursul de 15 kilometri l-a făcut în 9 minute (aproape 100 klm. pe oră), cu 37 cai putere (aparatul poate da 50 cai putere).
2. Părerea noastră este că aceste sboruri sunt proba cea mai bună că inginerul Vlaicu este pe calea adevărată și că puțin îi mai trebuie ca să poată concura aparatul său cu primele aparate cunoscute; această părere se sprijină și pe considerațiunea că, cu un aparat mai inferior celui experimentat, autorul nu ar fi putut executa sborurile atât de reușite de oarece practica sa de pilotaj este foarte restrânsă și nu a mai sburat propriuzis până astăzi, din timiditatea, naturală, datorită accidentului cauzat prin neîndemânarea lui la manevrarea volanului.

Meritul aviatorului Vlaicu este dar că, fără școală de pilotaj și fără să mai fi sburat, a reușit de prima dată a executa sboruri ca aviatorii cei mai renumiți, fără a avea temperamentul calm al acestora; aceasta probează că aparatul său l-a ajutat mult în succes, prin stabilitatea lui și prin calitățile de simplicitate de manevră.

Credem dar că acest aeroplan poate deveni un prețios aparat de recunoașteri, adică foarte util armatei și suntem de părere că Ministerul de răsboiu trebuiește a continua să patroneze realizarea lui definitivă și să intre în tratative cu autorul spre a-și asigura dreptul de construcție.

Conclusiunile de mai sus nu sunt bazate numai pe buna reușită a acestor sboruri, ci după cum mai înainte de ele suntem convinși de calitățile bune ale acestui aeroplan, pe care l’am susținut contra criticelor exagerate ce ’i s’a adus.
3. În rezumat se opiniază prin încheere următoarele:
  1. A se continua probarea acestui model, în asistența unei comisiuni militare de experiență compusă din ofițeri;
  2. A se face o înțelegere cu aviatorul pentru a se putea asigura Ministerului proprietatea acestui aparat;
  3. A se construi un model definitiv cu motorul actual, pentru care să se prevadă și aproba suma de lei 18 000 (cu motor nou);
  4. A se prevede un fond bugetar de cel puțin 100 000 lei pentru construirea a cel puțin a o parte din aeroplanele necesare armatei;
  5. A se înființa la Arsenal o secțiune specială pentru construirea de aeroplane, sub conducerea inginerului Vlaicu, acesta fiind alăturea de secțiunea pentru repararea de automobile, peste tot sub conducerea Domnului Vlaicu, pentru care să ’i se prevadă o leafă lunară de cel puțin 600 lei.

Căpitan indescifrabil:
Căpitan (indescifrabil)
Maior (probabil) Mihailov
Colonel D. Iliescu
General Georgescu

## Istoricul operațional
La 28 septembrie 1910, în cadrul exercițiilor militare de toamnă, Vlaicu a zburat cu avionul de la Slatina la Piatra Olt purtând un mesaj, un prim exemplu al unui avion folosit în scopuri militare.
La 17 octombrie 1910 a efectuat un zbor demonstrativ pe hipodromul Băneasa.

## Operatori
România
Corpul de Aviație Român

## Specificații (militare)
Caracteristici generale
- Echipaj: 1
- Lungime: 12 m
- Lungimea aripilor: 10 m
- Înălțime: 4.2 m
- Suprafața aripilor: 25 m2 (270 sq ft)
- Greutate: 300 kg
- Motorul: 1 × Gnome Omega⁠(d) motor cu piston rotativ răcit cu aer, 37 kW (50 hp)
- Elice: (2 coaxiale, contra-rotoare) cu 2 lame, 3 m diametru

Performanță
- Viteză maximă: 110 km/h (68 mph, 59 kn)
- Altitudine atinsă: 1,000 m (3,300 ft)